# آب‌شناسی کشاورزی
آب‌شناسی کشاورزی یا هیدرولوژی کشاورزی به مطالعه بیلان آب در مدیریت منابع آب زراعی، به‌ویژه در آبیاری و زهکشی می‌پردازد.

تصویرسازی برخی از اجزای تعادل آب

## اجزای تعادل آب

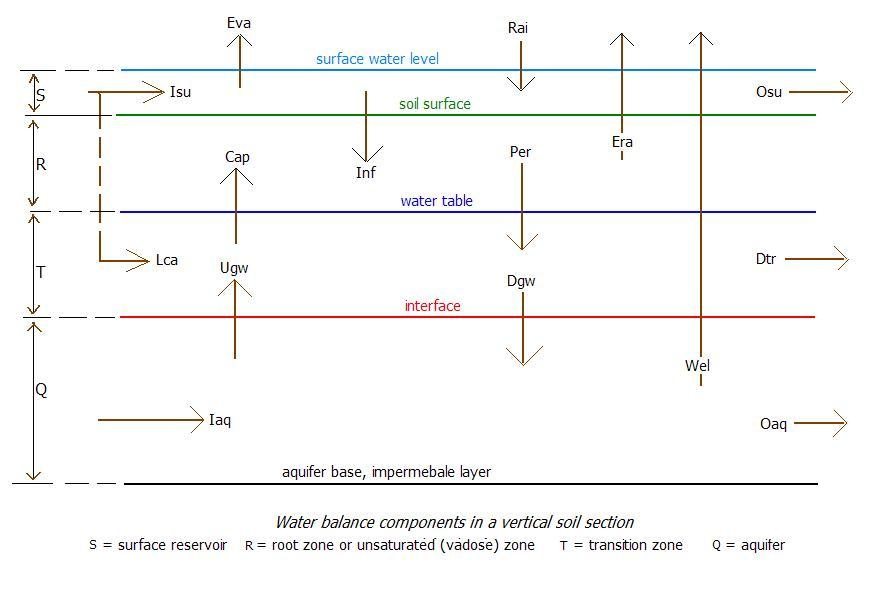
اجزای بیلان آب در زمین‌های کشاورزی

اجزای بیلان آب را می‌توان بر اساس نواحی مختلفی که در یک برش عمودی از خاک وجود دارند، گروه‌بندی کرد. این نواحی در واقع مخازنی هستند که هر کدام ورودی، خروجی و ذخیره آب خاص خود را دارند. چهار مخزن یا ناحیه اصلی در این تقسیم‌بندی عبارت‌اند از:
۱. مخزن سطحی (S):
```
 این ناحیه شامل سطح زمین و لایه‌های بسیار نزدیک به سطح است که آب حاصل از بارندگی، آبیاری یا روان‌آب‌ها ابتدا وارد آن می‌شود. این مخزن نقش مهمی در جمع‌آوری اولیه آب دارد و محل آغاز فرایند نفوذ به لایه‌های پایین‌تر است.
```

۲. منطقه ریشه یا ناحیه غیراشباع (R) یا ناحیه وادوز:
```
 این ناحیه شامل بخشی از خاک است که در آن ریشه گیاهان قرار دارد (
منطقه هواده
) و آب به‌صورت عمدتاً عمودی حرکت می‌کند. در این بخش، آب از طریق نفوذ به سمت پایین حرکت کرده و هم‌زمان توسط ریشه‌ها جذب می‌شود. جریان آب در این ناحیه تحت تأثیر بافت خاک، پوشش گیاهی و میزان تبخیر و تعرق قرار دارد.
```

۳. سفره آب زیرزمینی یا آبخوان(Q):
```
 این ناحیه در زیر منطقه ریشه قرار دارد و به‌طور عمده دارای جریان‌های افقی آب است. آب‌های نفوذ یافته که به سطح اشباع می‌رسند، وارد این مخزن می‌شوند. آبخوان‌ها منابع مهم آب برای چاه‌ها و قنوات به‌شمار می‌آیند و نقش کلیدی در تأمین آب پایدار کشاورزی دارند.
```

۴. منطقه گذار یا انتقالی (T):
این منطقه بین ناحیه غیراشباع و آبخوان قرار دارد و نقش آن تبدیل جریان‌های عمودی به افقی و بالعکس است. در این ناحیه، تعاملات پیچیده‌ای بین نیروهای جاذبه و کاپیلاری رخ می‌دهد که جهت و سرعت حرکت آب را تعیین می‌کند.
این تقسیم‌بندی به درک بهتر از نحوه حرکت، ذخیره و مصرف آب در سامانه‌های خاکی کشاورزی کمک می‌کند و مبنایی برای برنامه‌ریزی مؤثر آبیاری و زهکشی فراهم می‌آورد.
تعادل عمومی آب به شرح زیر است:
- ورود آب = خروج آب + تغییرات ذخیره آب

این معادله برای هر یک از مخازن آبی به‌صورت مجزا یا ترکیبی از آن‌ها قابل اعمال است.
در تحلیل‌های بعدی، این فرض در نظر گرفته شده است که سطح ایستابی (سطح آب زیرزمینی) درون ناحیه گذار (منطقهٔ انتقالی بین زون اشباع و زون غیراشباع) قرار دارد.
در اینجا، «ورود آب» به مقادیر آبی اطلاق می‌شود که به سیستم می‌رسد، که می‌تواند شامل بارش، ورودی‌های سطحی، و ورودی‌های زیرزمینی باشد. از سوی دیگر، «خروج آب» به آبی اطلاق می‌شود که از سیستم خارج می‌شود، اعم از تبخیر، زهکشی، و مصرف توسط گیاهان و دیگر فعالیت‌ها. «تغییرات ذخیره آب» نشان‌دهنده تغییر در سطح آب موجود در مخازن می‌باشد که ممکن است ناشی از افزایش یا کاهش مقدار آب در سیستم باشد.
تعادل آب یک مفهوم بسیار مهم در علوم زمین و هیدرولوژی است که کمک می‌کند تا رفتار منابع آب، به ویژه در مناطق مختلف جغرافیایی و در زمان‌های مختلف، به خوبی درک شود. این اصول به ویژه برای مدیریت منابع آب، پیش‌بینی سیلاب‌ها و خشکسالی‌ها، و برنامه‌ریزی برای استفاده پایدار از آب بسیار کاربردی هستند.
همچنین، توجه به ناحیه انتقال مهم است، زیرا این ناحیه می‌تواند تأثیر زیادی بر جریان آب و تغییرات سطح آب زیرزمینی داشته باشد. ناحیه انتقال جایی است که آب شور و شیرین با هم مخلوط می‌شوند و نسبت به تغییرات کوچک در سطح آب حساس است، که می‌تواند مشکلات زیست‌محیطی و منابع آب را به همراه داشته باشد.
در نتیجه، درک و مدیریت تعادل آب به ما این امکان را می‌دهد که منابع آبی را به‌طور مؤثرتری حفظ کرده و کمک کنیم تا محیط زیست به خوبی مدیریت شود.

### بیلان آب‌های سطحی
اجزای بیلان آب ورودی به مخزن سطحی (S) عبارتند از:
1. رای-آب ورودی به سطح زمین از مسیر عمودی: این دسته از جریان‌های ورودی شامل آب‌هایی است که به‌صورت عمودی از جو به سطح زمین وارد می‌شوند. نمونه‌های بارز این نوع ورودی عبارت‌اند از: آب باران، برف، آبیاری به روش بارانی یا بارپاشی که در آن آب از بالا به صورت قطراتی مشابه باران بر سطح زمین می‌بارد.
2. ایسو - آب ورودی سطحی با جهت‌گیری افقی: در این حالت، آب به‌صورت افقی و از طریق سطح زمین وارد یک منطقه می‌شود.

اجزای بیلان آب خروجی از مخزن سطحی (S) عبارتند از:
1. اوا - تبخیر سطحی از آب آزاد روی سطح خاک (به ضریب پنمن مراجعه کنید)
2. اوسو - رواناب سطحی (طبیعی) یا زهکشی سطحی (مصنوعی)
3. نفوذ آب از طریق سطح خاک به ناحیه ریشه

بیلان آب‌های سطحی به شرح زیر است:
- رای + ایسو = اوا + اینف + اوسو + دبلیو اس، که در آن دبلیو اس تغییر ذخیره آب در بالای سطح خاک است

رواناب سطحی به روش شماره منحنی

### تعادل آب ناحیه ریشه
اجزای بیلان آب ورودی به ناحیه ریشه (R) عبارتند از:
1. نفوذ آب از طریق سطح خاک به ناحیه ریشه
2. کلاهک - صعود مویینگی آب از ناحیه انتقال

اجزای بیلان آب خروجی از مخزن سطحی (R) عبارتند از:
1. دوران - تبخیر یا تعرق واقعی از ناحیه ریشه
2. پر - نفوذ آب از ناحیه غیراشباع ریشه به ناحیه انتقال

تعادل آب در ناحیه ریشه به صورت زیر است:
- انف + ظرفیت = تبخیر + رواناب + تغییر ذخیره آب، که در آن تغییر ذخیره آب در ناحیه ریشه به صورت Wr نمایش داده می‌شود.

### تعادل آب منطقه انتقالی
اجزای بیلان آب ورودی به ناحیه انتقال (T) عبارتند از:
1. پر - نفوذ آب از ناحیه غیراشباع ریشه به ناحیه انتقال
2. Lca - نفوذ آب از رودخانه، کانال یا سیستم‌های زهکشی به ناحیه انتقال، که اغلب به عنوان تلفات نشت عمیق شناخته می‌شود.
3. Ugw - نشت عمودی رو به بالای آب از سفره آب زیرزمینی به ناحیه انتقال اشباع

اجزای بیلان آب خروجی از ناحیه انتقال (T) عبارتند از:
1. کلاهک - صعود مویینگی آب به داخل ناحیه ریشه
2. Dtr – زهکش سیلاب، همچنین به سامانه زهکشی (کشاورزی) مراجعه کنید
3. Dgw - زهکشی عمودی رو به پایین آب از منطقه انتقال اشباع به آبخوان

### بیلان آب سفره‌های آب زیرزمینی
اجزای بیلان آب ورودی به آبخوان (Q) عبارتند از:
1. Dgw - زهکشی عمودی رو به پایین آب از منطقه انتقال اشباع به آبخوان
2. Iaq - ورود افقی آب‌های زیرزمینی به سفره آب زیرزمینی

اجزای بیلان آب خروجی از سفره آب زیرزمینی (Q) عبارتند از:
1. Ugw - نشت عمودی رو به بالای آب از سفره آب زیرزمینی به ناحیه انتقال اشباع
2. Oaq - آب زیرزمینی خروجی افقی از سفره آب زیرزمینی
3. ول - تخلیه از چاه‌های (لوله‌ای) قرار گرفته در سفره آب زیرزمینی